# Królowski Potok
Królowski Potok – potok, lewy dopływ Łapszanki. Jego zlewnia znajduje się na północnych stokach Magury Spiskiej w obrębie wsi Łapsze Wyżne w województwie małopolskim, w powiecie nowotarskim, w gminie Łapsze Niżne.
Potok wypływa na wysokości około 930 m w dolince między stokami Piłatówki i Pustego Wierchu. Spływa cały czas w kierunku północno-wschodnim. Tuż po zachodniej stronie drogi z Łapsza Wyżnego do Trybsza na wysokości 800 m uchodzi do Łapszanki jako jej lewy dopływ. Nie ma dopływów. Brzegi jego koryta w większości są porośnięte lasem.